# 南極歷史
南極洲是在距今約3000萬年前的漸新世時期逐漸出現的土地，由於該地方惡劣的氣候和長年的冰雪覆蓋，全洲無人類居住。而南極一詞是指北極的另一邊，最早是由古希臘地理學家、繪圖師及數學家「提爾島的馬里納斯」（Marinus of Tyre，大約公元70年-130年）所提出。
15和16世纪，人类完成了对好望角和合恩角的环绕航行。这些航行证明，如果「未知的南方大陆」真的存在，那么它一定是一块独立的陆地。1773年，詹姆斯·库克和他的船员在历史上首次跨越了南极圈，但他们只发现了一些南极大陆附近的岛屿。据信他已经到达了距离南极大陆仅仅241.4 km的地方。
1820年，几支探险队分别宣称第一个看到了南极冰架或南极大陆。其中包括由法比安·戈特利布·冯·别林斯高晋和米哈伊尔·彼得罗维奇·拉扎列夫率领的俄国探险队，由爱德华·布兰斯费尔德率领的英国探险队，和美国的捕猎海豹者那萨尼尔·帕尔默。第一次南极洲登陆可能是一年多以后由美国的捕猎海豹者约翰·戴维斯船长完成的。
在20世纪初的「南極探險英雄年代」，有着几次抵达南极点的探险尝试，其中很多都导致了人员伤亡。挪威人罗尔德·恩格尔布雷希特·格拉范林·阿蒙森于1911年12月14日第一个抵达了南极点，之后抵达的是英国人罗伯特·斯科特。
马来西亚首相马哈迪·莫哈末于2002年2月6日从阿根廷坐船出发到南极洲探险，并打破记录成为第一位逗留在南极洲最久的国家领袖。

## 对南极洲的早期探索

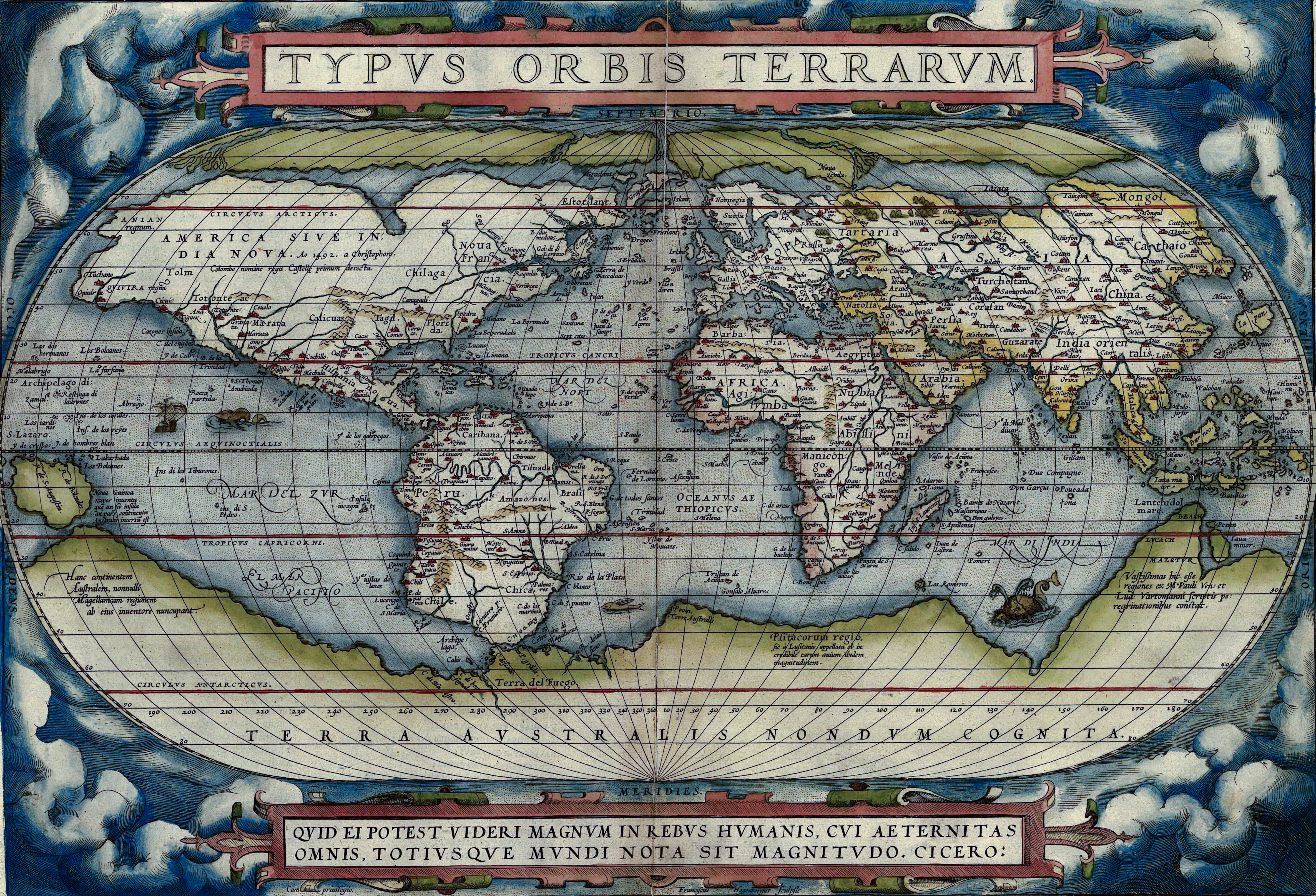
1570年，亞伯拉罕·奧特柳斯所繪製的地圖顯示了在南極洲與南美洲之間的假想連接。 其中圍繞在北極地區也繪製了假想大陸。

### 寻找“未知南方大陆”
在古代西方世界，有一种观点认为，在地球遥远的南端，存在着一块巨大的陆地，用以平衡北方的欧亚大陆以及北非的重量。例如，亚里士多德就曾提出过一种假设：地球具有对称性，而这意味着在南方应该有着与北半球等量的陆地存在。
地理学界也存在着对于“南方大陆”的描述。公元前150年，希腊的托勒密於所繪製的地圖上在最南端的位置上標註了「未知的南方大陸」。
650年：波利尼西亞人記載，可能是海上風暴的原因，新西兰東北方海域的拉羅湯加島附近發現冰山，因而流傳有南極洲的存在。
15世紀，進入大航海時代后，歐洲人开始在南半球进行航海探險活动。一些制图师和水手开始假设，在已知的世界以南，存在着另一块气候温和的大陆。麦哲伦在1520年的环球航行期间假设，火地群岛是更南边的这块未知大陆的扩展，这一观点出现在了奥特留斯的一幅地图上：Terra australis recenter inventa sed nondum plene cognita（“最近发现的、但还未完全知晓的南方陆地”）
在这一时期，欧洲的地理学家们在地图上将火地群岛和新几内亚海岸连在了一起，并在南大西洋、南印度洋和太平洋的广阔空间内发挥想象力，勾勒出了“未知南方大陆”的轮廓。它的面积广大，一部分扩展到了热带地区。寻找这块巨大的南方大陆是16世纪和17世纪早期的西方探险家们的主要动机。1599年，根据雅各布·勒梅爾的说法，荷兰人Dirck Gerritsz Pomp在南纬64°观察到了多山的陆地，如果这一说法属实，那么这块陆地可能属于南设得兰群岛，而这也可能是欧洲人首次看到南极洲（或属于它的离岸岛屿），然而，其他的观点对这一说法的准确性表示怀疑。也有人认为，西班牙人加布里埃尔·卡斯蒂利亚宣称，他1603年在南纬64°以南看到了“积雪覆盖的山脉”，但这一说法并不被普遍认可。
1606年，佩德罗·费尔南德斯·德·基罗斯“为西班牙国王占领了”所有他在新赫布里底群岛发现的土地，以及他将要发现的土地，“即使是在南极”。
像之前的西班牙探险家一样，弗朗西斯·德雷克猜测，在火地群岛南部可能会有一条开放的海上通道。而事实上，当1615年威廉·斯豪滕和雅各布·勒梅爾发现了火地群岛的最南端，并将其命名为合恩角时，他们也证明了火地群岛的地理范围很小，与更南方的陆地没有联系。合恩角附近的航海者经常会遇到大风，并被风向南吹到冰天雪地的大海之中，但目前已经可以确定，1770年以前没有任何人因此而抵达南极圈。
1642年，阿贝尔·塔斯曼也证明了，澳大利亚与任何连续的南方大陆都被大海所分隔。

### 南极幅合带以南
1675年，英国商人安东尼·德·拉·罗奇到达了南乔治亚群岛，这是人类首次发现南极辐合带以南的陆地。这次旅程不久之后，制图师开始在地图上绘制“罗奇岛”以表彰这位发现者。
1700年1月，埃德蒙·哈雷在南大西洋进行与地磁相关的调查时，在南纬52°遇到了浮冰。但这一纬度（他到达了距离南乔治亚岛北岸140英里的地方）是他所到达的最南端。
1739年1月1日，法國航海家让-巴蒂斯特·夏尔·布韦發現布韦島，並宣布發現了多處冰山的存在。

1771年，伊夫-约瑟夫·德·凯尔盖朗-特雷马克从法国出发，试图从毛里求斯向南航行，以寻找“一块非常巨大的大陆”。他在南纬50°偶然遇见了一片陆地，他称其为“南法兰西”，并相信这就是那块南方大陆的中心地带。此后他又被派遣来完成对这片土地的探索工作，结果发现它只是一个荒凉的岛屿，他将其改名为“荒凉之岛”，但最终它被冠以凯尔盖朗的名字，命名为了凯尔盖朗群岛。

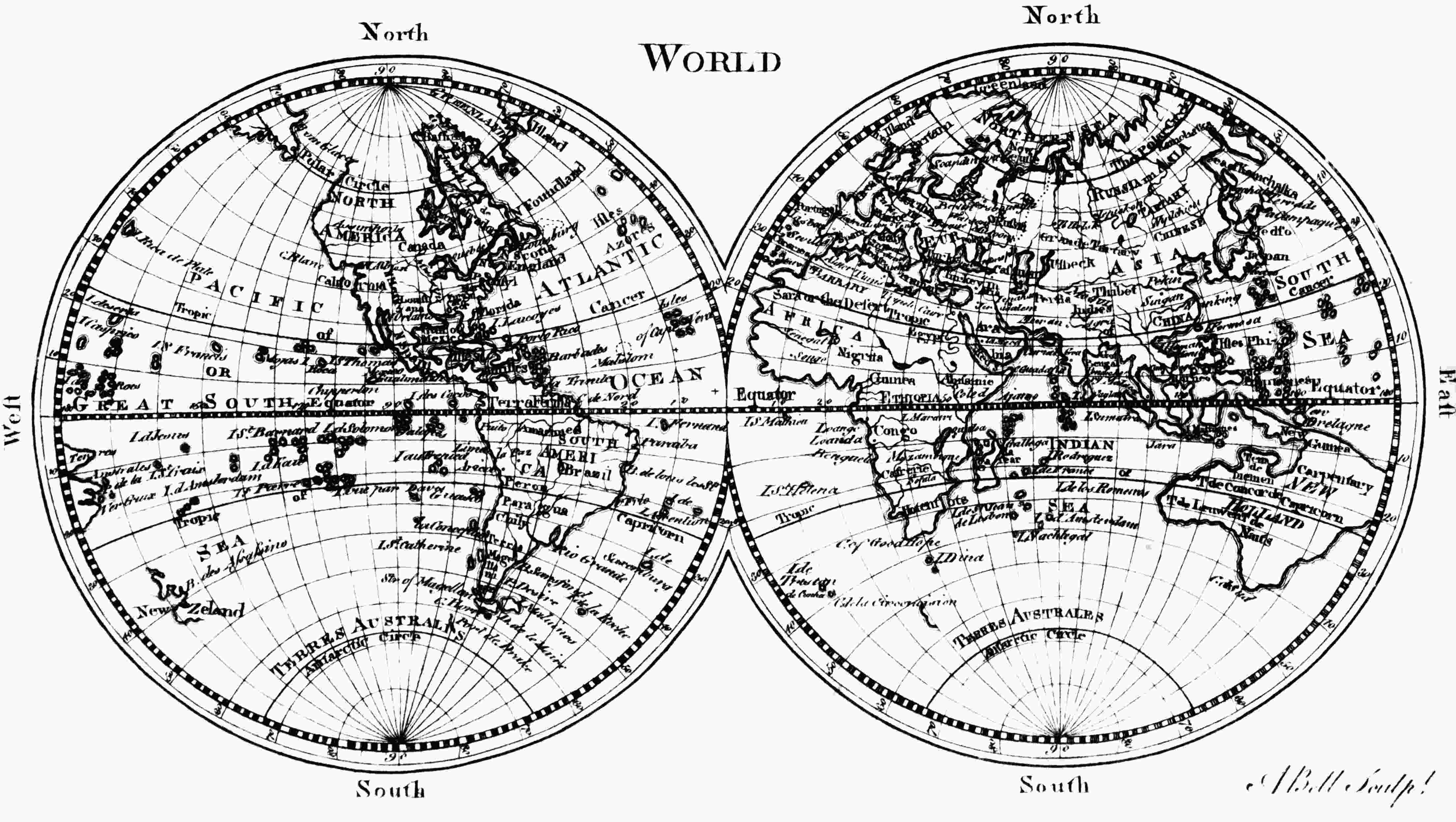
1771年，在南極地區位置的部分只有顯示「Terres Australes」的標題，卻沒有繪製任何大陸。

### 进入南极圈
1772年至1775年間，詹姆斯·庫克展開了对于南方大陆的探索。
1772年，库克首先在布韦岛以西，南纬58°附近的地方搜索了跨越20个经度的地区，之后向东行驶30个经度到达南纬60°以南，这是此前没有任何船只曾以自主航行的方式到达的地方。1773年年1月17日，库克的船队完成了人类历史上首次对南极圈的跨越，两艘船只到达了东经39° 35'，南纬67° 15'的地方，在那里，它们的航线被浮冰挡住了。
之后，库克向北航行，寻找他在开普敦听说新近发现的法属南部和南极领地，但由于经度测量不够准确，他到达了目的地以东10个经度的地方，因此没有看到它、他再次向南行进并停在了东经95°，南纬61° 52'的地方，在那里他又遇到了浮冰，他又向东航行到了东经147°，南纬60°附近。1773年3月16日，由于冬天即将到来，库克的船队来到新西兰和其他太平洋热带岛屿休整。1773年11月，库克离开新西兰，并行驶到了西经177°，南纬60°处，从这里开始，他沿着未被浮冰阻挡的海域最南部航行。12月20日，库克穿越了南极圈，并在南极圈以南停留了三天。
在此之后，库克一直向北绕行到了南纬47° 50′，证明了新西兰和火地群岛之间并没有陆地相连接。

1774年1月30日，库克抵達南緯71° 10′、西經106° 54'，但仍未發現南極大陸。

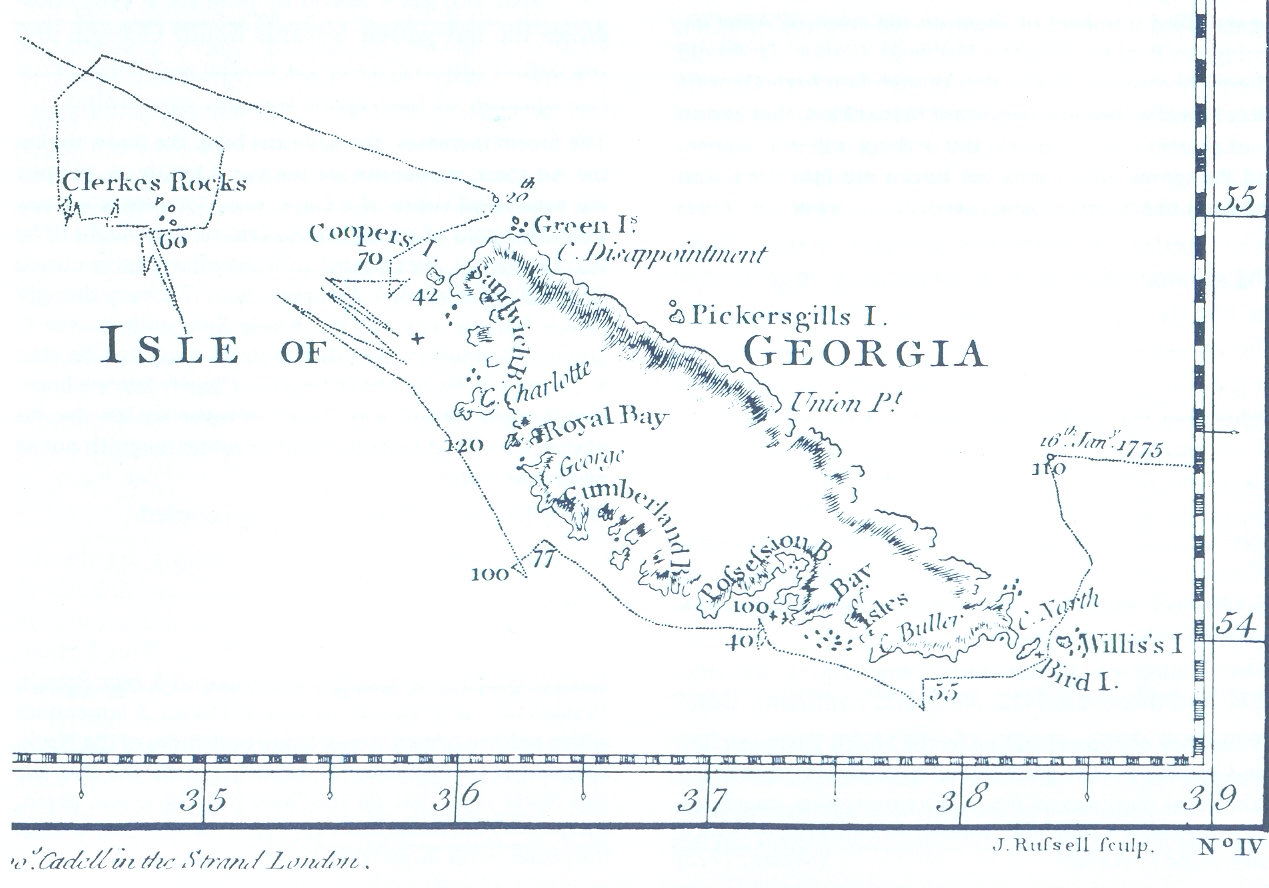
詹姆斯·库克的以南为上的南乔治亚地区（位于南极圈以内）地图，1777年

### 发现南极大陆
南纬60°以南发现的第一块土地（利文斯顿岛）是1819年2月19日由英国人威廉·史密斯发现的。几个月后，史密斯又来到这一地区探索南设得兰群岛的其他岛屿，他在乔治王岛登陆，并宣布它是英国的领土。
1820年，人类首次发现南极大陆，然而對於南極洲的发现者，至今难以确定。可以肯定这一荣誉应该属于三个人中的一个，根据各种消息来源，这三个人在先后几天或者几个月内看到了南极冰架或者南极大陆。他们是：
- 爱德华·布兰斯费尔德（英语：Edward Bransfield），英国皇家海军船长
- 法比安·戈特利布·冯·别林斯高晋，俄罗斯帝国海军船长。
- 那萨尼尔·帕尔默（英语：Nathaniel Palmer），美国海豹捕猎者。

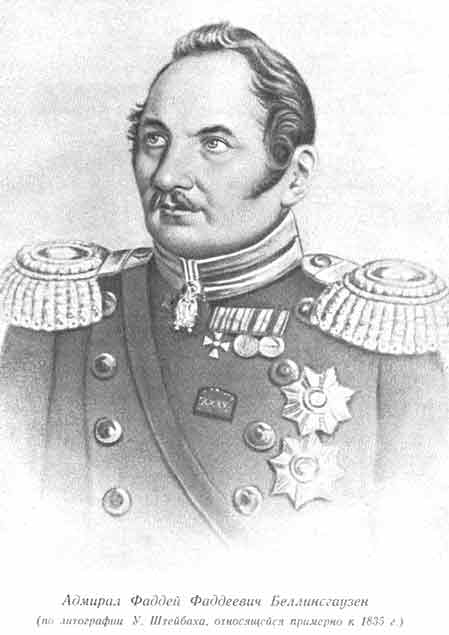
俄罗斯帝国海军上将法比安·戈特利布·冯·别林斯高晋是第一批发现南极大陆的人之一。

可以肯定的是，由别林斯高晋和拉扎列夫所领导的船队在1820年1月28日到达了距离玛塔公主海岸32 km的地方，并记录下了69°21′28″S 2°14′50″W的一处冰架（即芬布尔冰架）。1820年1月30日，布兰斯费尔德看到了南极大陆的最北端三一半岛，而帕尔默在1820年11月在三一半岛以南的海域看到了南极大陆。别林斯高晋的探险队还发现了彼得一世岛和亚历山大一世岛。

### 对南极大陆的初步探索
在南极大陆被发现后一年多一点，美国人约翰·戴维斯完成了首次南极大陆登陆（有争议）。约翰宣称他在1821年2月7日登上了南极大陆，但这并不被所有历史学家所接受。

## 南极探索的英雄时代
“南极探索的英雄时代”指的是从19世纪末开始，到1917年欧内斯特·沙克尔顿的跨越南极考察为止的一段时期。在此期间，南极大陆成为了各国关注的焦点，这带来了集中的科学和地理学探索，包括由10个国家组织的17次主要的考察活动。

## 近期历史
2011年12月，國立臺灣大學物理系暨天文物理所教授陳丕燊，帶著台湾团队参与由臺灣、美国、欧洲与日本合作的「天壇陣列微中子天文台」（Askaryan Radio Array，ARA）国际合作计划，在南極建造範圍100平方公里的無線電天線陣列。同年，屏東國立海洋生物博物館人員加入中國的調查團隊，登上中国長駐南極的長城站。

## 女性与南极洲
20世纪50年代以前，女性是被拒绝参与到南极洲的探索之中的。一部分女性先驱者在50年代前到访过南极的陆地或水域，但更多女性请求加入早期的探险活动之中却遭到了拒绝。

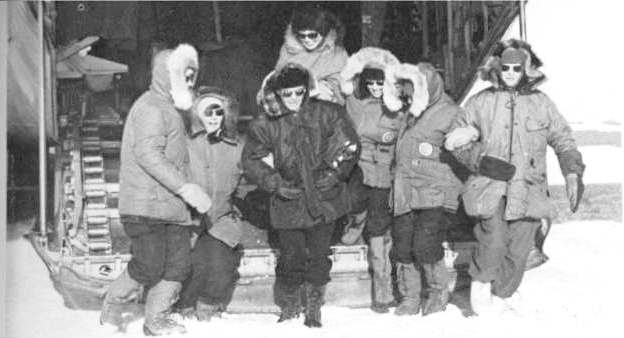
南极洲的第一批女性：Pam Young，Jean Pearson，Lois Jones，Eileen McSaveney，Kay Lindsay和Terry Tickhill。

早期的女性先驱，比如路易斯·塞金和英格丽·克里斯滕森，是首批看到南极海域的女性。路易斯·塞金在1772年至1773年間扮成男裝或偽裝成交際花，參與了伊夫-約瑟夫·德·凱爾蓋朗-特雷馬克的航行，與她的船員們一起登上凱爾蓋朗群島探索。克里斯滕森是第一位登上南极大陆的女性。而卡罗琳·米克尔森则是首位讲述她的南极旅行的女性，她在1935年登上了南极的一个岛屿。
20世纪60年代之前，女性面临着一些使得大多数女性无法到访南极的法律障碍和性别歧视问题。例如，美国国会在1969年以前都禁止美国女性去往南极。珍妮特·汤姆森是英国第一位到达南极的女性（1983年），她称禁止女性去往南极的禁令为“相当不合适的隔离政策”。
当女性被允许来到南极后，她们仍然面临着性别歧视和性骚扰的问题。这些现象在20世纪90年代中期迎来了一个转折点，在这时，女性在南极洲的存在开始成为了一种新的常态。随着越来越多的女性开始在南极洲从事工作或科研活动，女性在南极洲的状况也在逐渐变化着。

## 外部連結
- 日本國立及地研究所-南極探勘、觀測年表